# Циксииды

Циксииды (лат. Cixiidae) — семейство равнокрылых насекомых.

## Описание
Мелкого и среднего размера цикадовые насекомые (как правило от 3 до 10 мм).
Вершины задних голеней без шпор. Средней величины, обычно слегка дорсовентрально уплощенные цикадовые насекомые. Личинки живут в щелях почвы, под камнями и т. п., хорошо прыгают. Имаго обычно на деревьях или в траве. Для СССР указывалось 16 родов и свыше 70 видов.

## Классификация
Более 2000 видов и 150 родов. В Европе около 100 видов.
- Borystheninae Emeljanov, 1989
- Bothriocerinae Muir, 1923
- Cixiinae
  - Трибы Andini — Bennarellini — Bennini — Brixidiini — Brixiini — Cajetini — Cixiini — Duiliini — Eucarpiini — Gelastocephalini — Mnemosynini — Oecleini — Pentastirini — Pintaliini — Semonini — Stenophlepsiini
- Meenocixiinae

## Отдельные представители
- Aka